# Reika Kakiiwa
Reika Kakiiwa (jap. 垣岩令佳 Kakiiwa Reika; ur. 19 lipca 1989 w Kami-Amakusa) – japońska badmintonistka, srebrna medalistka olimpijska w grze podwójnej. W grze podwójnej występuje w parze z Mizuki Fujii.
Największym jej sukcesem jest srebrny medal igrzysk olimpijskich w Londynie w grze podwójnej.